# Maurice Chevalier

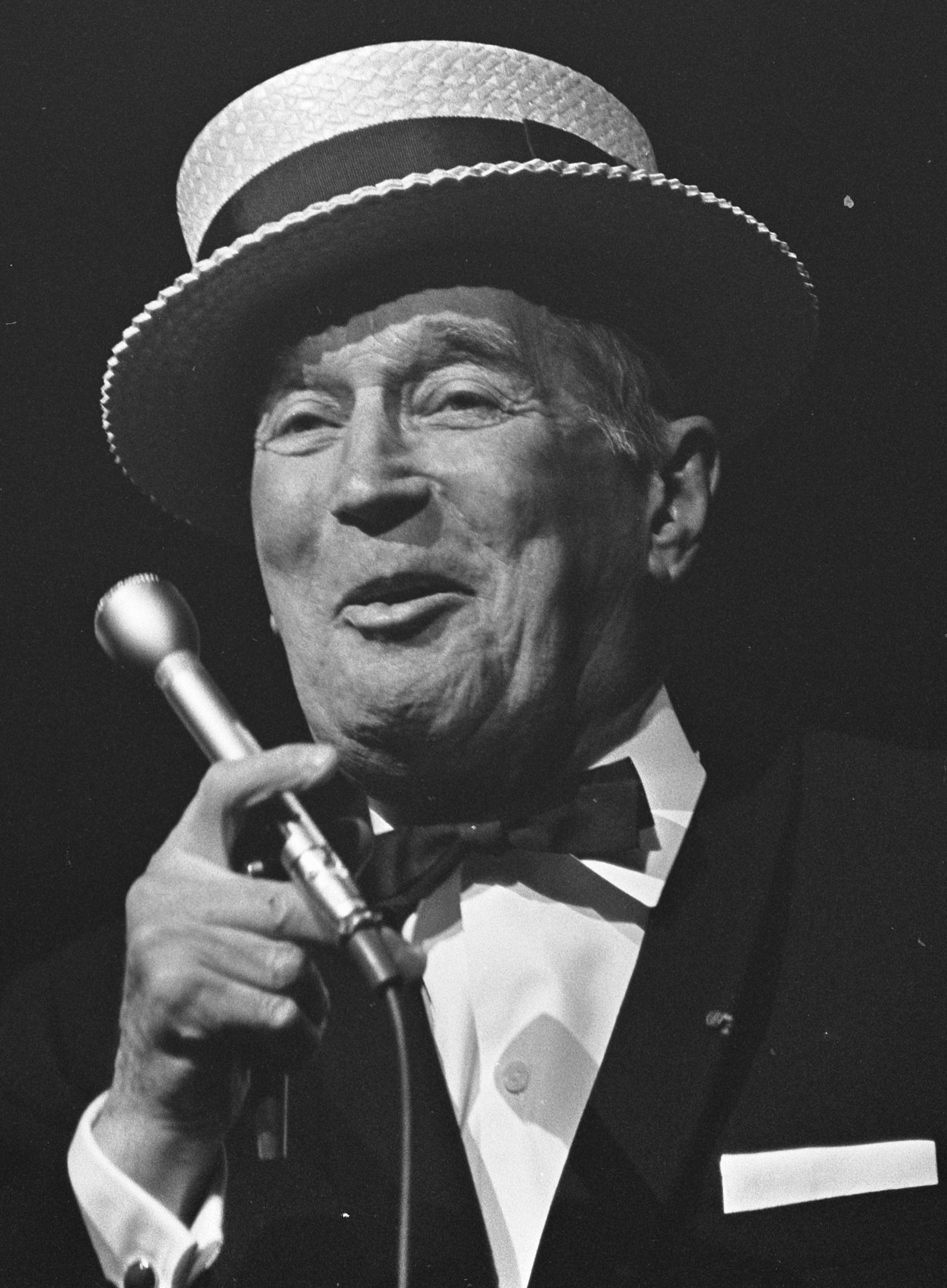
Maurice Chevalier (1968)

Maurice Auguste Chevalier (* 12. September 1888 in Paris; † 1. Januar 1972 ebenda; eigentlich Maurice-Edouard Saint-Léon Chevalier) war ein französischer Schauspieler und Chansonsänger. Berühmt wurde Maurice Chevalier mit Bühnenauftritten in Paris, London und New York. Im Laufe seiner Filmkarriere drehte er über 50 Filme, wobei er meistens in der Rolle des eleganten Gentlemans zu sehen war. Zu seinen bekanntesten Songs zählen Louise, Mimi, Valentine und Thank Heaven for Little Girls. Ab den 1960er Jahren trat er auch in einigen Filmen Walt Disneys auf, mit dem ihn eine enge Freundschaft verband.

## Leben
Aufgewachsen als Sohn eines arbeitslosen Malers, trat Maurice Chevalier bereits um die Jahrhundertwende in den Cafés von Paris auf. Durch sein Chansonprogramm mit vielen Tanzeinlagen erlangte er zunehmend Bekanntheit und trat in immer größeren und populäreren Music-Halls auf. 1909 debütierte er in den Folies Bergère, wo er einige Jahre gemeinsam mit Mistinguett auftrat, mit der er zeitweilig auch zusammenlebte. Bereits in der Vorkriegszeit spielte er in ersten Filmen mit, so etwa unter der Regie und an der Seite von Max Linder.
Im Ersten Weltkrieg leistete er Kriegsdienst im 35. Infanterieregiment, wurde verwundet und geriet in deutsche Gefangenschaft. Die Beziehungen seiner Kollegin Mistinguett sorgten für seine frühe Heimkehr aus der Kriegsgefangenschaft 1916; eine dauerhafte berufliche oder private Bindung an sie ging er jedoch nicht ein.

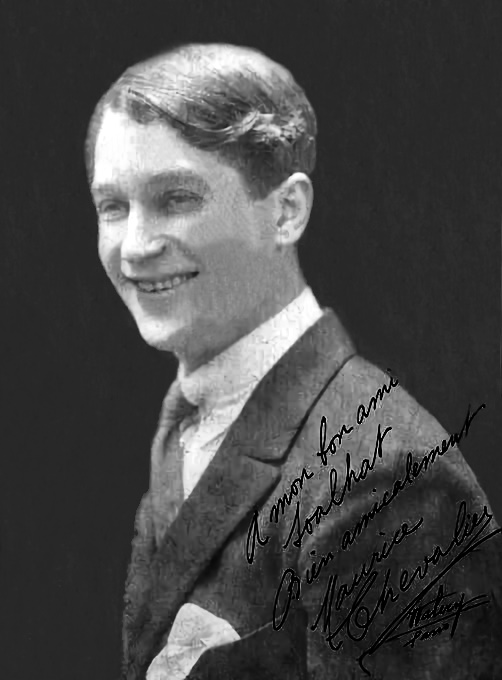
Maurice Chevalier (um 1920)

In den Jahren nach dem Ersten Weltkrieg avancierte er zu einem der erfolgreichsten Entertainer seiner Zeit. 1924 nahm er Valentine auf, eines der populärsten Lieder der 1920er Jahre. Seinerzeit wirkte er unter anderem auch in einigen Filmen von Henri Diamant-Berger mit.
1928 ging Chevalier in die Vereinigten Staaten und drehte dort unter anderem drei Filme unter Regie von Ernst Lubitsch. Er galt als einer der bestbezahlten Schauspieler im Hollywood der frühen Tonfilmzeit. In Musikkomödien und Operettenverfilmungen wie Der lächelnde Leutnant (1931), Schönste, liebe mich (1932) und Die lustige Witwe (1934) verkörperte er das Rollenfach des eleganten Liebhabers mit europäischem Charme. Wie kaum ein anderer verkörperte Chevalier im 20. Jahrhundert den charmanten und kultivierten „Paradefranzosen“, ein Image, mit dem er weltweit identifiziert wurde und auch in Hollywood sehr erfolgreich war.
1934 kehrte er nach Frankreich zurück, wo er in Clubs auftrat und zwischendurch auch in einigen Filmen mitspielte. 1939 hatte er in Robert Siodmaks Mädchenhändler seine erste dramatische Rolle ohne Gesang und Tanz. Seine Schallplattenaufnahme von Charles Trenets Ya d’la Joie über den sich langweilenden Eiffelturm wurde 1937 zu einem riesigen Verkaufserfolg.
Im Zweiten Weltkrieg trat Chevalier von 1940 bis 1942 mehrfach in deutschen Lagern vor französischen Kriegsgefangenen auf. Mehrere seiner Chansons aus dieser Zeit hatten beschwichtigende Inhalte, die der Bevölkerung die Angst vor der deutschen Besatzung nehmen sollten. Das Angebot, eine Deutschland-Tournee zu machen, lehnte er allerdings ab. Gleichzeitig half Chevalier Juden bei der Flucht vor den Nationalsozialisten, seine jüdische Lebensgefährtin Nita und deren Eltern überlebten nur aufgrund falscher Papiere und ihrer Nähe zu Chevalier. Gegen Ende der deutschen Besatzung wurde von der Resistance teilweise der Tod von Chevalier gefordert. Es kam nie zu einem Prozess gegen ihn, allerdings blieb er bei Teilen der Franzosen und Amerikaner eine kontroverse Persönlichkeit.
1947 ging er erstmals nach dem Krieg auf Tournee durch die Vereinigten Staaten. 1951 wurde ihm jedoch im Zuge der McCarthy-Ära aufgrund angeblicher Sympathien für den Kommunismus die Einreise in die USA verweigert, offenbar vor allem da er den Stockholmer Appell unterschrieben hatte.
Ein Comeback in Hollywood feierte er im Jahr 1957 in Billy Wilders Film Ariane – Liebe am Nachmittag, was sein erster Hollywood-Film seit den 1930er-Jahren war. Hierin verkörperte er den Filmvater von Audrey Hepburn. Er blieb wieder für mehrere Jahre in Hollywood und verkörperte nunmehr meist den galanten, selbstironischen älteren Herren mit großer Liebes- und Lebenserfahrung. Im Jahr darauf gab er in Vincente Minnellis Gigi den Erzähler Honoré Lachaille, der das Liebesgeschehen um seinen Neffen und die Titelfigur Gigi begleitet. In dem mit neun Oscars ausgezeichneten Musicals sang er mehrere Lieder, darunter Thank Heaven for Little Girls und I Remember It Well, und feierte damit einen seiner größten Kinoerfolge. In den folgenden Jahren wirkte er in mehreren Musical-Verfilmungen und in einigen Disney-Filmen mit. Seinen letzten Auftritt vor großem Publikum hatte Chevalier am 26. Oktober 1968 im Théâtre des Champs-Élysées. 1970 sang Maurice Chevalier das Titellied von Disneys Zeichentrick-Musical Aristocats, was eine seiner letzten Arbeiten darstellte.
Von 1927 bis 1932 war Chevalier mit der französischen Varieté-Sängerin Yvonne Vallée (1899–1996) verheiratet. Von 1935 bis 1945 lebte er mit der deutlich jüngeren Schauspielerin Nita Raya (1915–2015) zusammen.

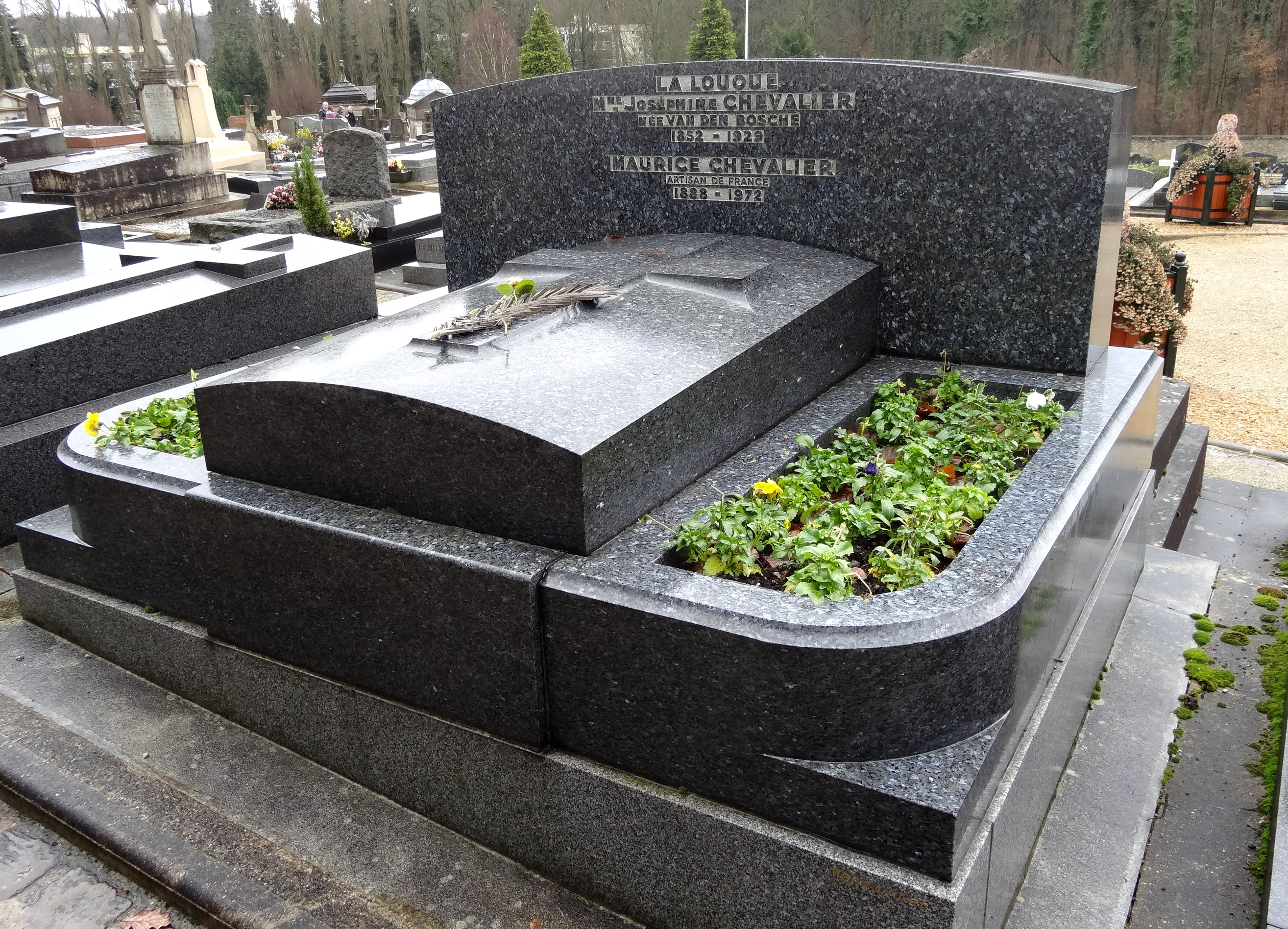
Chevaliers Grab in Marnes-la-Coquette

Maurice Chevalier verstarb am Neujahrstag 1972 im Alter von 83 Jahren infolge eines Herzinfarkts und wurde auf dem Friedhof von Marnes-la-Coquette bei Paris beigesetzt.

## Markenzeichen
Maurice Chevalier sang mit leicht rauchiger Stimme und trat in der Regel elegant gekleidet auf. Seine Markenzeichen waren der Strohhut und das Spazierstöckchen, mit seinen Auftritten im US-amerikanischen Tonfilm kam als weiteres Erkennungszeichen sein unverwechselbarer Akzent hinzu. Mit seinen Auftritten prägte Chevalier das Bild vom charmanten und eleganten Franzosen und fand seinen Rollentypus als weltgewandter französischer Liebhaber. In den Filmen nach 1957 war er der galante, das Geschehen kommentierende Grandseigneur wie in Gigi oder der freundliche ältere Herr wie in den Disney-Filmen.

## Filmografie (Auswahl)
- 1908: La valse à la mode (Kurzfilm)
- 1929: Der Straßensänger (Innocents of Paris)
- 1929: Liebesparade (The Love Parade)
- 1930: Paramount-Parade (Paramount on Parade)
- 1930: The Big Pond
- 1930: Das kleine Café (Le Petit café)
- 1931: Juwelenraub in Hollywood (The Stolen Jools) (Kurzfilm)
- 1931: Der lächelnde Leutnant (The Smiling Lieutenant)
- 1932: Eine Stunde mit Dir (One Hour with You)
- 1932: Schönste, liebe mich (Love Me Tonight)
- 1933: Alles für das Kind (A Bedtime Story)
- 1933: Fremdenführer von Paris (The Way to Love)
- 1934: Die lustige Witwe (The Merry Widow)
- 1935: Folies Bergère de Paris
- 1936: Der geliebte Vagabund (The Beloved Vagabond)
- 1936: Mit einem Lächeln (Avec le Sourire)
- 1937: Der Mann des Tages (L’Homme du jour)
- 1938: Gewagtes Spiel (Break the News)
- 1939: Mädchenhändler (Pièges)
- 1947: Schweigen ist Gold (Le Silence est d’or)
- 1949: Der König (Le Roi)
- 1950: Der Vagabund von Paris (Ma pomme)
- 1953: Schlagerparade
- 1954: Hundert Jahre Liebe (Cento anni d’amore)
- 1954: Sieben süße Sünden (J’avais sept filles)
- 1957: Ariane – Liebe am Nachmittag (Love in the Afternoon)
- 1958: Gigi
- 1959: Französische Betten (Count Your Blessings)
- 1960: Ganz Paris träumt von der Liebe (Can-Can)
- 1960: Prinzessin Olympia (Olimpia)
- 1960: Pepe – Was kann die Welt schon kosten (Pepe)
- 1961: Fanny
- 1962: Jessica (Jessica)
- 1962: Die Abenteuer des Kapitän Grant (In Search of the Castaways)
- 1963: Eine neue Art von Liebe (A New Kind of Love)
- 1964: So bändigt man Eva (I’d Rather Be Rich)
- 1964: Schräger Charme und tolle Chancen (La Chance et l’Amour)
- 1967: Schmeiß die Affen raus (Monkeys, Go Home!)

## Auszeichnungen
- 1930: Oscar-Nominierungen in der Kategorie Bester Hauptdarsteller für The Big Pond und Liebesparade
- 1959: Golden Globe Award (Cecil B. deMille Award) für sein Lebenswerk
- 1959: Ehrenoscar
- 1960: Stern auf dem Hollywood Walk of Fame
- 2002: Ernennung zur „Disney-Legende“ (postum)

## Autobiografie
- Mein glückliches Leben. Erinnerungen. (Bravo Maurice! – Mome à cheveux blanc). Rowohlt, Reinbek bei Hamburg 1973, ISBN 3-499-11613-8.